# Belisana schwendingeri
Belisana schwendingeri är en spindelart som beskrevs av Huber 2005. Belisana schwendingeri ingår i släktet Belisana och familjen dallerspindlar.
Artens utbredningsområde är Thailand. Inga underarter finns listade.